# بلنی زندانی
بلنی زندانی (نام علمی: Pholidichthys) نام یک سرده از راسته سوف‌ماهی‌سانان است.